# هاليد الألكيل

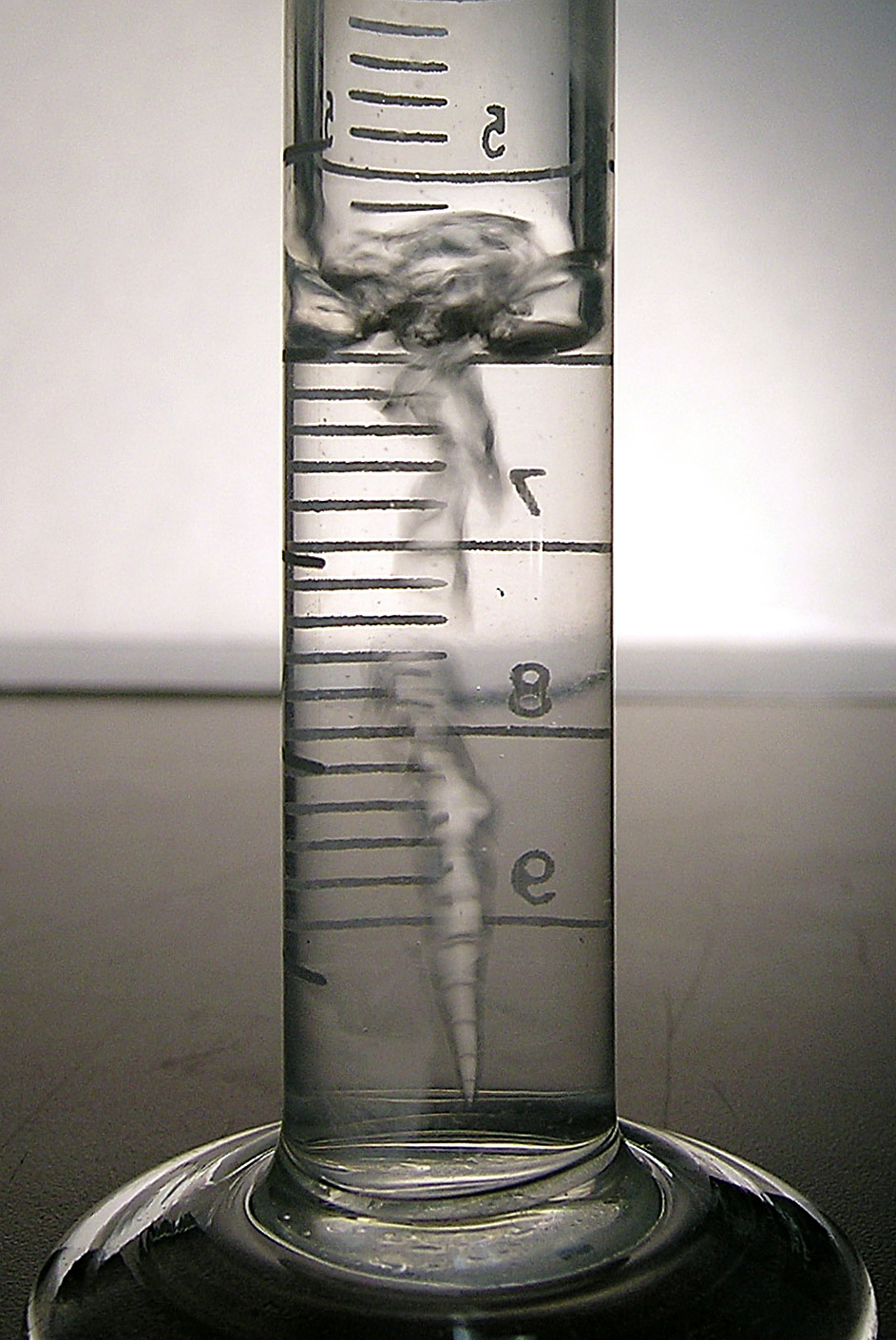
رباعي فلور الإيثان (هيدروكربون هالوجيني) وهو سائل صافي يغلي جيدا تحت درجة حرارة الغرفة ويمكن استخلاصه من عبوات الهواء المضغوط بقلبها رأسا على عقب أثناء استخدامها

ألكان هالوجيني أو هاليدات الألكيل هي مجموعة من المركبات الكيميائية، تتألف من الألكانات، مثل الميثان أو الإيثان، مع هالوجين واحد أو أكثر متصلة، مثل الكلور أو الفلور، جاعلا منهم نوعا من الهاليدات العضوية. وتعرف تحت أسماء كيميائية وتجارية عديدة. وهي ذات استخدامات عديدة، مثل معوقات اللهب وومطافئ الحريق ووسطاء التبريد والدوافع والمذيبات.
ولقد ثبت أن بعض الألكانات الهالوجينية الحاوية على الكلور أو البروم، ذات تأثيرات سلبية على البيئة مثل نضوب الأوزون. أكبر مجموعة معروفة من الألكانات الهالوجينية هي مركبات الكلوروفلوروكربون وهي انبعاثات كاربونية تحتوي على عنصر الكربون C ورمزها CFC وتساهم كثيرا في حدوث ظاهرة الاحتباس الحراري.